# Halász Judit (színművész)

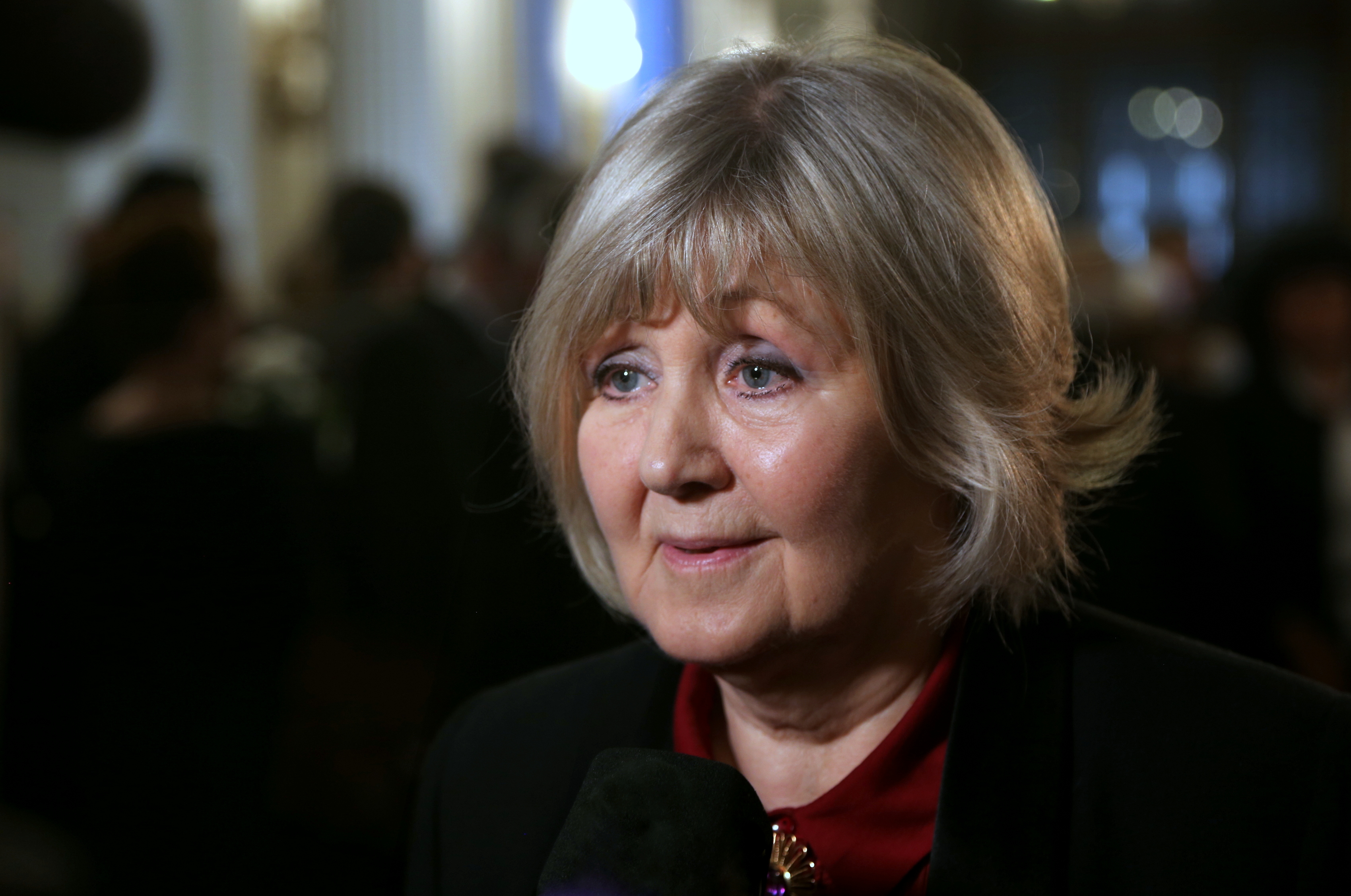
2015-ben

Halász Judit (Budapest, 1942. október 7. –) Kossuth- és Jászai Mari-díjas magyar színésznő, énekes, érdemes művész, a Halhatatlanok Társulatának örökös tagja.

## Életpályája
1960-ban érettségizett a budapesti Szilágyi Erzsébet Gimnáziumban. A Színház- és Filmművészeti Főiskola elvégzése után (1964) a Pécsi Nemzeti Színházhoz szerződött. Alig töltött ott fél évet, Várkonyi Zoltán már vendégnek hívta a budapesti Vígszínházba, és a következő évadtól leszerződtette. Azóta is a Vígszínház tagja, amely Magyarország legnagyobb prózai színháza.
Játszott A. Miller, Tennessee Williams, Csehov, Molière, G. B. Shaw, Goldoni, Krúdy Gyula, Örkény István, Szakonyi Károly, Woody Allen, Neil Simon és még sok más szerző darabjaiban. Partnerei voltak – többek között – olyan színháztörténeti nagyságok, mint Ruttkai Éva, Sulyok Mária, Páger Antal és Bulla Elma.
Közel negyven filmben szerepelt (Szabó István Szerelmesfilm és Álmodozások kora, Keleti Márton, Máriássy Félix, Várkonyi Zoltán, Székely István, Rózsa János, Jancsó Miklós és mások filmjeiben), számtalan tévéjátékban (ahol eljátszhatta Csehov két tüneményes egyfelvonásosát is, A medvét és a Lánykérést).
Lemezt készített Ikrek hava címen Radnóti Miklós verseiből, más lemezén mesét mondott, de a legnagyobb sikert azzal aratta, amellyel tulajdonképpen műfajt teremtett, magyar költők (Móra Ferenc, Babits Mihály, József Attila, Szabó Lőrinc, Szép Ernő, Weöres Sándor, Devecseri Gábor, Zelk Zoltán, Rákos Sándor, Kányádi Sándor, Csoóri Sándor, Nemes Nagy Ágnes, Veress Miklós, Utassy József, Szebeni Ilona, Mándy Stefánia, Gazdag Erzsi, Tóth Krisztina, Beney Zsuzsa, Fésűs Éva, Simkó Tibor, Ranschburg Jenő, Varró Dániel, Kukorelly Endre, Tamkó Sirató Károly, Tarbay Ede, Barak László, Nagy Bandó András) verseit énekli a magyar könnyűzene legjobbjainak (Bródy János, Szörényi Levente, Szörényi Szabolcs, Tolcsvay László, Móricz Mihály, Bódi László, Anti Tamás és mások) megzenésítésében – gyerekeknek. Ezekből több mint másfélmillió kelt el, ezért a Hungaroton – számos aranylemez után – gyémántlemezt adományozott.
A gyerekek megválasztották (Magyarországon elsőként) a lengyel gyerekek által alapított Mosolyrend Lovagjának, amelyet elsők között II. János Pál pápa és Peter Ustinov is megkapott. A közönség szavazatai alapján 2003-ban tagjává vált a Halhatatlanok Társulatának.
Dalaiból sok ezer koncertet adott Magyarországon. A Vígszínházban már hagyomány, hogy minden karácsony előtt három vasárnapon énekel – nem csak gyerekeknek, mint inkább családoknak.

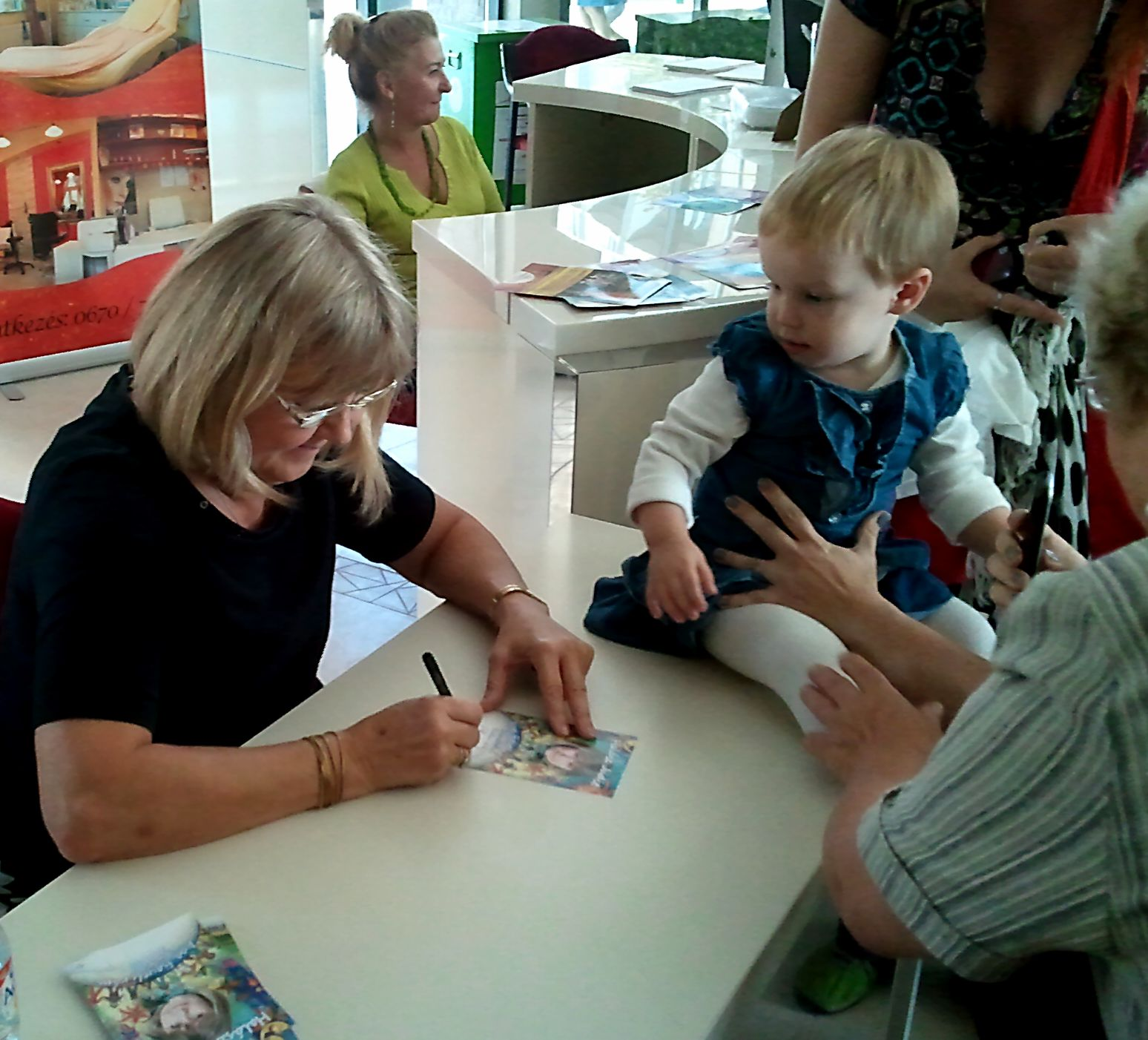
Halász Judit dedikál a MOM Kulturális Központban, első színpadi fellépésének helyszínén

A „Hívd a Nagymamát” című lemeze néhány hónappal a megjelenés után platinalemez lett.
2007-ben megjelent legújabb lemeze Szeresd a testvéred címmel. 2001 őszén Magyarországon új műfajnak számító lemezt jelentetett meg. Klasszikus zenét próbál megismertetni és megszerettetni a gyerekekkel, elsőként Mozart Varázsfuvoláját, folytatásként Kodály Háry Jánosát. A sorozat címe Mesés zenék, zenés mesék.
Két civil alapítvány is megtisztelte elismerésével, a kecskeméti Európa Jövője Egyesület, Európa Gyermekeinek Jövőjéért díjban, a móri Aphelandra Alapítvány „..a humanizmus eszméjét megvalósító alakításaiért és az emberi kapcsolatokat ápoló gyönyörű dalaiért” Aphelandra díjban részesítették. 1995–1999 között az Aase-díj kuratóriumának tagja volt.
Amit életrajzából nem szeretne kihagyni: gimnazista korában első osztályú minősítésű lovasként tagja volt a magyar ifjúsági díjugrató lovas válogatottnak, a felnőtt országos bajnokságon pedig harmadik helyen végzett, és megkapta a legjobb női lovasnak járó kitüntetést. Lovaknak, kutyáknak nagy barátja.
Halász Juditot és Presser Gábort 2003 végén nevezte ki az UNICEF Magyar Bizottság jószolgálati nagykövetté és azzal a feladattal bízta meg őket, hogy képviseljék a gyermekek ügyét, legyenek az UNICEF és a világ gyermekeinek szószólói Magyarországon. Megbízatásukat 3 év után további 3 évre meghosszabbították. Szolgálataikért 100 forint javadalmazásban részesülnek.
2017-ben ő volt a díszvendége a Pécsi Országos Színházi Találkozónak, ahol egy Radnóti Miklós verseiből összeállított önálló esttel is fellépett.

### Magánélete
Férje Rózsa János filmrendező. Egy fiuk van, Tamás, aki 1971-ben született, kutatóvegyész. A színésznőnek három unokája van.
Korábban megküzdött a mellrákkal és egy komoly májbetegséggel. 1996-ban súlyos balesete volt, elütötte egy rendőrautó. Több helyen szenvedett koponyatörést, egy hétig kómában volt.

## Színházi szerepei
- Schubert-Berté: Három a kislány... Sáni
- Schiller: Ármány és szerelem... Sophie
- William Shakespeare: Ahogy tetszik... Célia
- Sayers: Kathleen... Kathleen
- Sullivan: Házasságszédelgő... A Felperes
- George Gershwin: Porgy és Bess...
- George Bernard Shaw: Az ördög cimborája... Eszter
- Csehov: Három nővér... Natalja Ivanovna
- Williams: Nyár és füst... Alma Winemiller
- Csiky Gergely: Az udvari kalap (A nagyra termett)... Carina
- Csurka István: Az idő vasfoga... Angéla
- Achard: Leon és Noel... Alexa
- Thurzó Gábor: Az ördög ügyvédje... Sárika
- Knott: Éjszakai telefon... Margot
- Jellicoe: A trükk... Nancy
- Simon: Furcsa pár... Gwendoline nővére
- Dóczy Lajos: Csók... Maritta
- Tabi László: Spanyolul tudni kell... Margo
- Krúdy Gyula: A vörös postakocsi... Esztella
- Szabó György: Szekrénybe zárt szerelem... Hermina
- G. B. Shaw: A hős és a csokoládékatona... Raina
- Szakonyi Károly: Adáshiba... Saci
- Gyurkovics Tibor: Az öreg... Judit
- Örkény István: Macskajáték... Egérke
- Georges Feydeau: Bolha a fülbe... Lucienne
- Szomory Dezső: Bella... Bella
- Valentyin Katajev: A kör négyszögesítése... Ludmilla
- Ginzburg: A hirdetés... Elena
- Molière: A nők iskolája... Ágnes
- Csehov: Cseresznyéskert... Dunyasa
- Örkény István: Vérrokonok... Bokor Péterné
- Garcia Lorca: A csodálatos vargáné... Vargáné
- Carlo Goldoni: Nyaralni mindenáron... Giannina
- Carlo Goldoni: Mirandolina... Mirandolina
- Illyés Gyula: Dániel az övéi között, avagy 'a mi erős várunk..'... Deborah
- Garcia Lorca: Bernarda Alba háza... Magdalena
- Presser Gábor: Jó estét nyár, jó estét szerelem... Katalin
- Dosztojevszkij: Bűn és bűnhődés... Nasztaszja
- Gombrowicz: Operett... Himaláj hercegné
- Örkény István: Pisti a vérzivatarban... A szőke lány
- Williams: Orfeusz alászáll... Carol
- Örkény-Valló: In memoriam Ö.I...
- Simon: A 88. utca foglya... Edna
- Csehov: Platonov... Szása
- Offenbach: Párizsi élet... Annie Palewska
- Füst Milán: A zongora... A felesége, sz. Módi Johanna
- Füst Milán: A lázadó... Klementin
- Feydeau: A balek... Lucienne
- Frayn: Ugyanaz hátulról... Belinda
- Woody Allen: Játszd újra, Sam!... Linda Christie
- Shaw: Megtört szívek háza... Mrs. Hushabye
- Ionesco: A kopasz énekesnő... Mrs. Martin
- Arthur Miller: Az ügynök halála... Linda
- Dunai Ferenc: A nadrág... Berta
- Vitrac: Viktor, avagy a gyerekuralom... Emília
- Coward: Vidám kísértet... Elvira
- Ibsen: A nép ellensége... Catherine Stockmann
- Örkény-Horkai: Rózsakiállítás... Darvas Gáborné
- Arlen: Óz, a csodák csodája... Emmy néni; Glinda
- Bergman: Jelenetek egy házasságból... Marianne
- William Shakespeare: Romeo és Júlia... Capuletné
- Durang: Bolond szél... Mrs. Charlotte Wallace
- Békés Pál: Össztánc...
- Simon: Hotel Plaza... Norma Hubley
- Szomory Dezső: Hermelin... Tördes Sári
- Szirmai Albert: Mágnás Miska... Stefánia grófné
- Albert Ramsdell Gurney: Sylvia...  Kate
- Harold Pinter: Árulás... Emma
- Wilder: A mi kis városunk... Mrs. Gibbs
- Tennessee Williams: Macska a forró tetőn... Anyus
- Hellman: Rejtett játékok... Anna Berniers
- Krúdy Gyula: A vörös postakocsi... Steinné
- Murray-Smith: Szenvedély... Honor
- Maeterlinck: A kék madár... A Cukor; Az Éjszaka; Az Idő
- Vinterberg-Rukov-Hansen: Az ünnep... Else
- Molnár Ferenc: Harmónia... Ilona
- Heltai Jenő: A tündérlaki lányok... Özvegy Bergné
- Bock: Hegedűs a háztetőn... Golde
- Presser Gábor: Túl a Maszat-hegyen... Szösz néne
- Molnár Ferenc: Monokli
- Hanoch Levin: Átutazók...  CILA, Bruno felesége
- Michel Tremblay: Sogórnők...  Rhéauna Bibeau
- Graham Linehan: Betörő az albérlőm...  Mrs. Wilbeforce
- Polcz Alaine: Asszony a fronton
- Peter Morgan: Audiencia... II. Erzsébet

## Filmszerepei

### Játékfilmek
- Fűre lépni szabad (1960)
- Esős vasárnap (1962)
- Groteszk (1962)
- Asszony a telepen (1962)
- Álmodozások kora (1965)
- Gyerekbetegségek (1965)
- Sellő a pecsétgyűrűn  I. (1965)
- Iszony (1965)
- Apa – Egy hit naplója (1966)
- Fügefalevél (1966)
- Kárpáthy Zoltán (1966)
- Változó felhőzet (1966)
- Ünnepnapok (1967)
- Elsietett házasság (1968)
- Mi lesz veled Eszterke? (1968)
- Bűbájosok (1970)
- N.N., a halál angyala (1970)
- Szerelmesfilm (1970)
- Lila ákác (1973)
- Nápolyt látni és… (1973)
- A szerelem hétköznapjai (1973)
- A Pendragon legenda (1974)
- Legenda a nyúlpaprikásról (1975)
- Pókfoci (1976)
- Egyszeregy (1978)
- Bizalom (1980)
- Az idő urai (1982)
- Hófehér (1983) – Hófehér (hang)
- Ismeretlen ismerős (1988)
- Sárkány és papucs (1989) – Peggy (hang)
- Az utolsó nyáron (1990)
- Para (2008)

### Tévéfilmek
- Május (1963)
- Száz évben egyszer (1964)
- Ők tudják, mi a szerelem (1964)
- Fájó kritika (1965)
- Egy gyávaság története (1966)
- Énekes madár (1966)
- Miért beszél annyit Mrs. Piper? (1967)
- Talpsimagotó (1968)
- Medve (1968)
- 7 kérdés a szerelemről (és 3 alkérdés) (1969)
- Nebáncsvirág (1969)
- A hódítás iskolája, avagy Don Juan bűnhődése (1970)
- Uborkafa (1970)
- Zenés TV Színház (1971–1977)
- Szilveszter 1971 (1971)
- Esküdtszéki tárgyalás (1971)
- Egy éj az Arany Bogárban (1971)
- Cézár és Cecília (1972)
- Casanova kontra Kékszakáll (1972)
- Mirr-Murr kandúr kalandjai (1972-1975) – Mesélő (hang)
- Jó estét nyár, jó estét szerelem (1972)
- Csalódások (1973)
- A professzor a frontra megy (1973)
- Ki megy a nő után (1973)
- Aljosa Karamazov (1973)
- Hogyan viseljük el szerelmi bánatunkat?! (1975)
- Mesélő városok (1975)
- A szürkezakós és a mama (1976)
- R.U.R (1976)
- Sakk-matt (1977)
- Aki szeretni gyáva (1977)
- Magnóliakert (1978)
- Kézről kézre (1978)
- A bíró (1978)
- Epizód (1978)
- Váljunk el (1978)
- Bóbita (Iskolatelevízió, 1979)
- A siketfajd fészke (1980)
- A hiba nem az almában van (1981)
- Mikkamakka, gyere haza! (1982)
- Telefonpapa (1982)
- A közös kutya (1983)
- In memoriam Ö. I. (1983)
- Faustus doktor boldogságos pokoljárása (1984)
- Vízipók-csodapók III. (1984) – Méhecske (hang)
- Kíváncsi Fáncsi (1984-1989) – Kíváncsi Fáncsi (hang)
- Erkölcstelen történet (1985)
- Nem probléma (1987)
- A védelemé a szó (1988)
- Álombolt (1988)
- Szemben a Lánchíd oroszlánja (1994)
- Hangok háza (2014)

## Hangjátékok
- Macskajáték (1972) rádiós közvetítés
- Vámos Miklós: Irónia (1976)
- Courteline, George: Családi jelenet (1977)
- Gyárfás Miklós: Hápi (1977)
- Saint-Exupery: A kis herceg (1981)
- Vathy Zsuzsa: Hétfőn háromkor (1987)

## Díjak
- Jászai Mari-díj (1971)

- Varsányi Irén-emlékgyűrű (1974)

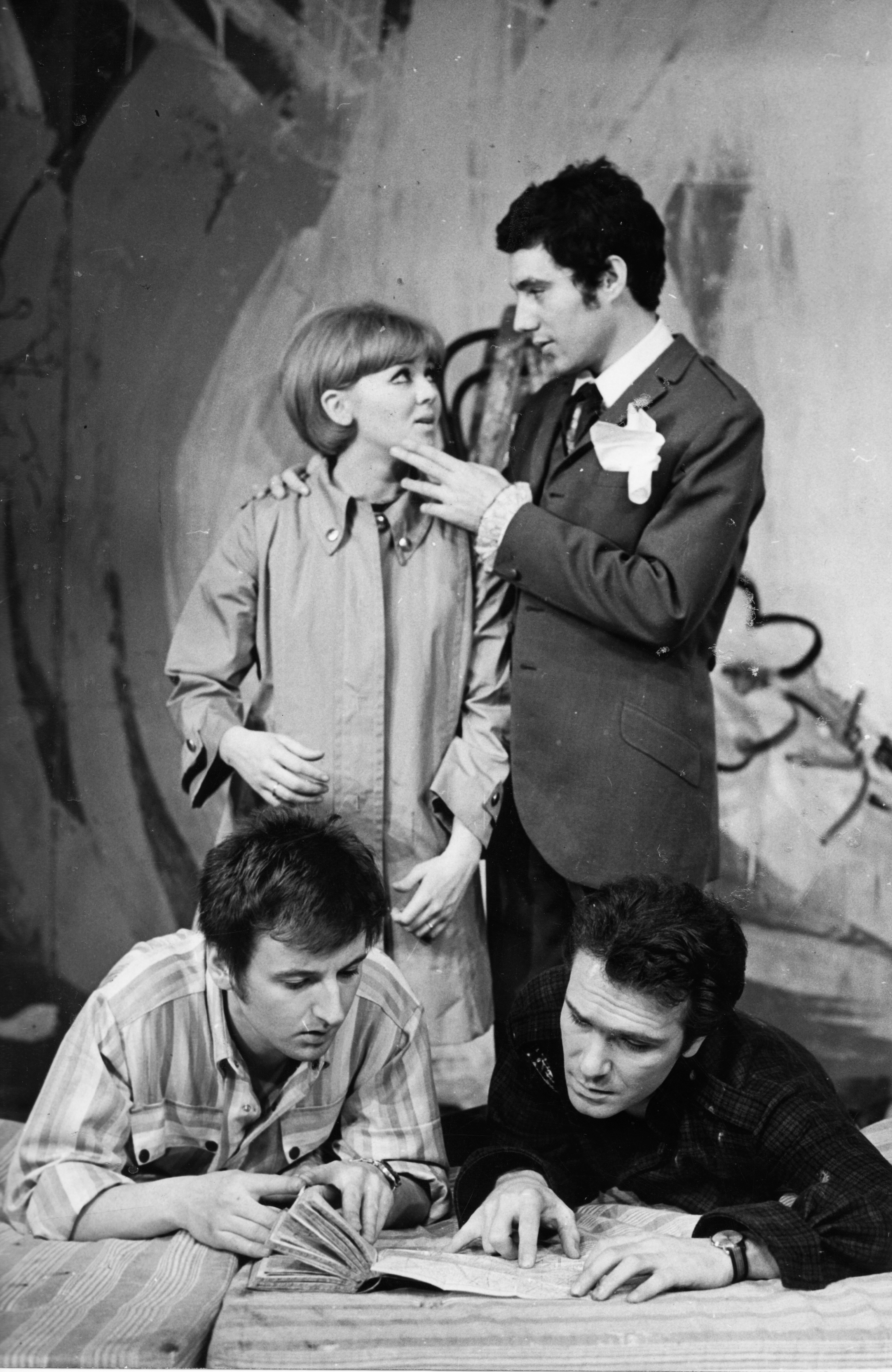
Halász Judit, Kovács István, Tahi Tóth László és Tordy Géza a Trükk c. darab előadásán (Pesti Színház)

- Ajtay Andor-emlékdíj (1981, 1994, 2005, 2017)
- Érdemes művész (1983)
- SZOT-díj (1985)
- Erzsébet-díj (1988)
- Déryné-díj (1994)
- A Magyar Köztársasági Érdemrend tisztikeresztje (1996)
- Kossuth-díj (2001)
- Harsányi Zsolt-díj (2001)
- Páger Antal-színészdíj (2002)
- Bilicsi-díj (2002)
- Örökös tag a Halhatatlanok Társulatában (2003)
- Fonogram díj (2005, 2012, 2015)
- Prima díj (2008)
- Prima Primissima közönségdíj (2008)
- Pro Urbe Budapest díj (2009)
- Hazám-díj (2010)
- Budapest díszpolgára (2013)[10]
- Roboz Imre-díj (2014)
- Magyar Örökség díj (2015)[11]
- Pro Familiis díj (2015)[12]
- Vígszínház-díj (2015)[13]
- Radnóti Miklós antirasszista díj (2016)
- Magyar Szabadságért díj (2016)
- Arany Medál díj (2016)
- Magyar Fair Play-díj (2020)[14]
- Pécsi Ildikó-emlékdíj (2022)[15]
- Budapest XIII. kerület díszpolgára (2025)

## Lemezek
- 1973 Kép a tükörben
- 1978 Amikor én még kislány voltam
- 1980 Mákosrétes
- 1983 Helikoffer
- 1986 Boldog születésnapot
- 1988 Gyerekkor – Aranyalbum
- 1989 Ismeretlen ismerős
- 1990 Halász Judit válogatás
- 1991 Vannak még rossz gyerekek
- 1991 Óz, a csodák csodája (Mesélő, Emmy Néni, Glinda)
- 1994 A fiam + a lányom
- 1994 Halász Judit – Válogatás
- 1996 Micimackó és a többiek (koncert)
- 1997 Hangzó Biblia (Halász Judit előadásában)
- 1998 Rendkívüli gyereknap
- 1998 Halász Judit mesél
- 2001 Zenés mesék, mesés zenék: Mozart – Varázsfuvola
- 2003 Minden felnőtt volt egyszer gyerek
- 2004 Zenés mesék, mesés zenék: Kodály Zoltán – Háry János
- 2005 Hívd a nagymamát!
- 2007 Halász Judit mesél - Csimpi szülinapja
- 2007 Szeresd a testvéred
- 2009 Csiribiri
- 2011 Apa figyelj rám
- 2014 Kezdődhet a mulatság
- 2021 A vitéz, a kalóz meg a nagymama
- 2022 Miénk a Világ!

## VHS
- Csigavér (Élő koncert a Vígszínházból)

## Daloskönyvek
- Daloskönyv 1 (1996)
- Daloskönyv 2 (1997) Boldog Születésnapot

A Hungaroton Records 2000-ben gyémántlemezzel jutalmazta, mert a gyerekek számára készített felvételeiből tizenhét év alatt egymilliónál is többet értékesítettek.

## Könyvek róla
- Orosz Ildikó: Nem születtem varázslónak; Park, Bp., 2015

## Portréfilmek
- Záróra – Halász Judit (2009)
- Hogy volt?! – Halász Judit (2011)
- Húzós – Halász Judit (2013)
- Alinda – Halász Judit (2017)
- DTK – Elviszlek magammal – Halász Judit (2017)
- Ez itt a kérdés – Halász Judit (2020)